# Z-POP COUNTDOWN 30
『Z-POP COUNTDOWN 30』（ジーポップ・カウントダウン・サーティ）は、ZIP-FMで生放送されていた邦楽（Z-POP）のカウントダウン番組である。2004年3月まではFIERA ZIP CORNERから公開生放送されていたが、4月からは本社スタジオからの放送となっている。2002年4月放送開始、2018年3月31日放送終了。

## 概要
同局での全番組のオンエアリストを集計しポイント計算した、邦楽の上位30曲をカウントダウン形式で発表していく番組である。
同局で日曜13:00 - 17:00に放送されている「ZIP HOT 100」が洋楽・邦楽混合なのに対し、当番組は邦楽専門である。なお、集計方法の違いから、当番組のランクイン順と「ZIP HOT 100」の邦楽部分のランクイン順は一致しない（「ZIP HOT 100」ではCDセールスも集計対象となる）。
かつて同番組のスポンサーにKDDIが入っていた関係で、ウェブサイトのチャート表にはEZWebでの着うた/着うたフルに対応しているかどうかのマークが入っていた。
2017年12月2日から2018年3月31日までは、AbemaTV「AbemaRADIO」チャンネルで同時配信していた。

## 放送・配信時間
いずれもJST。
ラジオ
- ZIP-FM 土曜 13:00 - 15:00（2004年4月 - 2018年3月）

インターネット配信
- AbemaRADIO 土曜 13:00 - 15:00（2017年12月 - 2018年3月）

### 過去
ラジオ
- ZIP-FM
  - 土曜 13:30 - 15:30（ - 2004年3月）

## ミュージックナビゲーター
- 2002年4月 - 2003年3月 / MARCO
- 2003年4月 - 2004年3月 / MARCO・堀江美穂
  - 2002年4月から2004年3月までワンフォーマット編成、ZONE2に内包される形で放送
- 2004年4月 - 2009年3月 / RIO
- 2009年4月 - 2010年12月、2011年3月 / 服部愛子（2011年1月・2月は産休のため、以下のナビゲーターが担当）
  - 2011年1月1日 / AZUSA
  - 2011年1月8日 - 2011年2月26日 / 白井奈津
- 2011年4月 - 2013年3月 / 白井奈津
- 2013年4月 - 2016年3月 / 成田真美
- 2016年4月 - 2018年3月 / IRENE

## 主なコーナー
- No.1予想

1位の曲を予想し、正解者の中から2人に「イレモノ」がプレゼントされる。
- IRENE'S RECOMMEND（13:30 - 13:40）

ナビゲーター・IRENEが注目の楽曲を紹介。
- TIME MACHINE（13:45 - 13:55）

以前の年にあった出来事を振り返り、その当時の楽曲TOP3から1曲オンエアする。
- REMARKABLE CHART（14:00 - 14:10）

オリコンチャートのランキングTOP5を発表し、1曲オンエアする。なお、ジャニーズ事務所所属アーティストやアイドルグループの楽曲、演歌も一部流れる。

### 過去のコーナー
- REWIND Z-POP サタデーラヂオ劇場

毎週あるテーマをもとに思い出の曲を募集し、その中の1つをラジオドラマにして再現する。
- なんでもTOP3

毎週1組のアーティストが登場し、あるテーマについての楽曲TOP3を発表する。
- BACK TO Z-POP

過去のこの番組のランキングTOP10を紹介し、当時を振り返るコーナー。
- 途中、東京J-WAVE、大阪FM802のオンエアランキングTOP10を発表し、それぞれのチャートの中から1曲ずつオンエアする。
- ALL JAPAN RADIO AIRPLAY CHART（13:25 - 13:35）

日本全国のFM局で多くオンエアされたランキングTOP10を紹介して、その中から、1曲オンエアする。
- NATSU RECOMEND〜ナツレコ

ナビゲーター・白井奈津が注目の楽曲を紹介。
- なりたま's レコメンド〜タマレコ（13:25 - 13:35）

ナビゲーター・成田真美が注目の楽曲を紹介。

## 歴代年間1位獲得曲
| 年   | 曲                 | アーティスト         | Billboard | ナビゲーター    |
| ---- | ------------------ | -------------------- | --------- | --------------- |
| 2002 | 楽園ベイベー       | RIP SLYME            | 不明      | MARCO           |
| 2003 | COLORS             | 宇多田ヒカル         | 不明      | MARCO・堀江美穂 |
| 2004 | 瞳をとじて         | 平井堅               | 不明      | RIO             |
| 2005 | My Way             | Def Tech             | 不明      | RIO             |
| 2006 | マタアイマショウ   | SEAMO                | 不明      | RIO             |
| 2007 | CHE.R.RY           | YUI                  | 不明      | RIO             |
| 2008 | LIFE               | キマグレン           | 不明      | RIO             |
| 2009 | My SunShine        | ROCK'A'TRENCH        | 1位       | 服部愛子        |
| 2010 | ずっと好きだった   | 斉藤和義             | 19位      | 服部愛子        |
| 2011 | 花束               | back number          | 不明      | 白井奈津        |
| 2012 | Be...              | Ms.OOJA              | 不明      | 白井奈津        |
| 2013 | にんじゃりばんばん | きゃりーぱみゅぱみゅ | 不明      | 成田真美        |
| 2014 | 日々               | 吉田山田             | 不明      | 成田真美        |
| 2015 | 新宝島             | サカナクション       | 不明      | 成田真美        |
| 2016 | 恋                 | 星野源               | 不明      | IRENE           |
| 2017 | Family Song        | 星野源               | 不明      | IRENE           |

## その他
2007年3月から2008年3月までは、次番組の「SATURDAY GO AROUND」を担当する小林拓一郎に対して質問を募集し、小林が番組冒頭でその質問に答えていた（公開生放送が行われた日を除く）。